# 林吉男
林吉男（英語：Bosco Lin Chi-nan，1943年5月14日—）是台灣天主教主教。曾任台南教區主教。

## 生平
林吉男於1943年5月14日在日治臺灣花蓮港廳出生，在家裡姐弟5人中排行老二，兩位弟弟吉基、吉城亦為高雄教區神父。1957年5月4日復活節前夕，一家五口同時在萬金天主堂領洗。
1973年1月6日主顯節，林吉男在梵蒂岡聖伯多祿大殿從時任教宗保祿六世手中領受鐸品。1990年8月19日，獲選出任高雄教區教區署理。1992年9月28日，獲時任教宗若望保祿二世任命為高雄教區輔理主教，並於1993年1月2日祝聖就任。
2004年1月24日，林吉男調任成為台南教區第四任正權主教；他2020年11月14日榮休。2021年1月1日，獲聘為台南市政府市政顧問。
2021年6月19日，李若望因健康因素榮休。同時，聖座任命林吉男在教座出缺擔任台南教區宗座署理至2023年6月24日第6任主教黃敏正晉牧就職為止。